# Bahnstrecke Namysłów–Kępno
| Streckennummer: | 307                                                                        |                                                                      |                                                                      |
| Kursbuchstrecke: | 127d (Namysłów (Namslau) – Bukowa Śląska (Buchelsdorf (Kr. Namslau)) 1934) |                                                                      |                                                                      |
| Streckenlänge: | 41,364 km                                                                  |                                                                      |                                                                      |
| Spurweite: | 1435 mm (Normalspur)                                                       |                                                                      |                                                                      |
| |                                                                            |                                                                      |                                                                      |
| \| \| \| von Wrocław (Breslau) \| \| \| \| 0,000 \| Namysłów (Namslau) \| Namysłów (Namslau) \| \| \| \| \| \| \| \| \| Landesstraße 39 \| \| \| \| \| nach Opole (Oppeln) \| \| \| \| \| nach Kluczbork (Kreuzburg) \| \| \| \| \| Landesstraße 39 \| \| \| \| 3,584 \| Kamienna Namysłowska (Giesdorf) \| Kamienna Namysłowska (Giesdorf) \| \| \| \| Landesstraße 39 \| \| \| \| 8,483 \| Bukowa Śląska (Buchelsdorf (Kr. Namslau)) \| Bukowa Śląska (Buchelsdorf (Kr. Namslau)) \| \| \| \| nach Syców (Groß Wartenberg) \| \| \| \| \| 1920–39 Grenze Deutsches Reich/Polen \| \| \| \| \| heute Grenze Woiwodschaften Oppeln und Großpolen \| \| \| \| 14,043 \| Rychtal (Reichthal) \| Rychtal (Reichthal) \| \| \| 21,424 \| Buczek (Butschkau, 1943 Hohenbusch) \| Buczek (Butschkau, 1943 Hohenbusch) \| \| \| 25,643 \| Trzcinica (Strenze) \| Trzcinica (Strenze) \| \| \| 28,651 \| Laski-Smardze (Laski, 1943 Hirscheck) \| Laski-Smardze (Laski, 1943 Hirscheck) \| \| \| 33,293 \| Mroczeń (Moorschütz) \| Mroczeń (Moorschütz) \| \| \| \| Landesstraße 39 \| \| \| \| 39,666 \| Kępno Zachodnie (Kempen (Pos.) West) \| Kępno Zachodnie (Kempen (Pos.) West) \| \| \| \| von Oleśnica (Oels) \| \| \| \| \| Verbindungsstrecke Richtung Posen \| \| \| \| \| Landesstraße 11 \| \| \| \| \| \| \| \| \| 41,364 \| Kępno (Kempen (Pos.)/u. dt. Bes. Kempen (Warthel); Kluczbork–Poznań) \| Kępno (Kempen (Pos.)/u. dt. Bes. Kempen (Warthel); Kluczbork–Poznań) \| \| \| \| nach Herby \| \| |                                                                            |                                                                      |                                                                      |
| Strecke |                                                                            | von Wrocław (Breslau)                                                | von Wrocław (Breslau)                                                |
| Bahnhof | 0,000                                                                      | Namysłów (Namslau)                                                   | Namysłów (Namslau)                                                   |
| Strecke von links · Abzweig nach links und nach rechts · Strecke von rechts |                                                                            |                                                                      |                                                                      |
| Strecke mit Straßenbrücke · Strecke mit Straßenbrücke |                                                                            | Landesstraße 39                                                      | Landesstraße 39                                                      |
| Strecke nach rechts · Strecke von links (außer Betrieb) · Abzweig geradeaus und ehemals nach rechts |                                                                            | nach Opole (Oppeln)                                                  | nach Opole (Oppeln)                                                  |
| Strecke quer · Kreuzung geradeaus unten (Strecke geradeaus außer Betrieb) · Strecke nach rechts |                                                                            | nach Kluczbork (Kreuzburg)                                           | nach Kluczbork (Kreuzburg)                                           |
| Brücke (Strecke außer Betrieb) |                                                                            | Landesstraße 39                                                      | Landesstraße 39                                                      |
| Bahnhof (Strecke außer Betrieb) | 3,584                                                                      | Kamienna Namysłowska (Giesdorf)                                      | Kamienna Namysłowska (Giesdorf)                                      |
| Strecke mit Straßenbrücke (Strecke außer Betrieb) |                                                                            | Landesstraße 39                                                      | Landesstraße 39                                                      |
| Bahnhof (Strecke außer Betrieb) | 8,483                                                                      | Bukowa Śląska (Buchelsdorf (Kr. Namslau))                            | Bukowa Śląska (Buchelsdorf (Kr. Namslau))                            |
| Abzweig geradeaus und nach links (Strecke außer Betrieb) |                                                                            | nach Syców (Groß Wartenberg)                                         | nach Syców (Groß Wartenberg)                                         |
| Grenze (Strecke außer Betrieb) |                                                                            | 1920–39 Grenze Deutsches Reich/Polen                                 | 1920–39 Grenze Deutsches Reich/Polen                                 |
| Strecke (außer Betrieb) |                                                                            | heute Grenze Woiwodschaften Oppeln und Großpolen                     | heute Grenze Woiwodschaften Oppeln und Großpolen                     |
| Bahnhof (Strecke außer Betrieb) | 14,043                                                                     | Rychtal (Reichthal)                                                  | Rychtal (Reichthal)                                                  |
| Bahnhof (Strecke außer Betrieb) | 21,424                                                                     | Buczek (Butschkau, 1943 Hohenbusch)                                  | Buczek (Butschkau, 1943 Hohenbusch)                                  |
| Bahnhof (Strecke außer Betrieb) | 25,643                                                                     | Trzcinica (Strenze)                                                  | Trzcinica (Strenze)                                                  |
| Bahnhof (Strecke außer Betrieb) | 28,651                                                                     | Laski-Smardze (Laski, 1943 Hirscheck)                                | Laski-Smardze (Laski, 1943 Hirscheck)                                |
| Bahnhof (Strecke außer Betrieb) | 33,293                                                                     | Mroczeń (Moorschütz)                                                 | Mroczeń (Moorschütz)                                                 |
| Brücke (Strecke außer Betrieb) |                                                                            | Landesstraße 39                                                      | Landesstraße 39                                                      |
| Bahnhof (Strecke außer Betrieb) | 39,666                                                                     | Kępno Zachodnie (Kempen (Pos.) West)                                 | Kępno Zachodnie (Kempen (Pos.) West)                                 |
| Abzweig geradeaus und von links (Strecke außer Betrieb) |                                                                            | von Oleśnica (Oels)                                                  | von Oleśnica (Oels)                                                  |
| Abzweig ehemals geradeaus und von links |                                                                            | Verbindungsstrecke Richtung Posen                                    | Verbindungsstrecke Richtung Posen                                    |
| Bahnübergang |                                                                            | Landesstraße 11                                                      | Landesstraße 11                                                      |
| Abzweig geradeaus und nach links · Strecke von rechts |                                                                            |                                                                      |                                                                      |
| Strecke quer · Turmbahnhof geradeaus unten · Abzweig quer, nach links und von links | 41,364                                                                     | Kępno (Kempen (Pos.)/u. dt. Bes. Kempen (Warthel); Kluczbork–Poznań) | Kępno (Kempen (Pos.)/u. dt. Bes. Kempen (Warthel); Kluczbork–Poznań) |
| Abzweig geradeaus und von links · Strecke nach rechts |                                                                            | nach Herby                                                           | nach Herby                                                           |

Die Bahnstrecke Namysłów–Kępno (Namslau–Kempen) war eine Bahnstrecke in den polnischen Woiwodschaften Oppeln und Großpolen.

## Geschichte
Am 2. Oktober 1911 wurde der erste Abschnitt der Nebenstrecke, Kempen–Reichthal, von den Preußischen Staatseisenbahnen eröffnet, die Reststrecke am 2. November 1912. 1914 sah der Fahrplan vier durchgehende Zugpaare, eines Kempen West–Kempen, ein sonn- und feiertägliches Moorschütz–Kempen und einen werktäglichen Einzelzug Kempen West–Kempen vor.
Weil nach dem Ersten Weltkrieg der Ostteil der Strecke zu Polen kam, wurde die Strecke zwischen Buchelsdorf und dem nun polnischen Reichthal geschlossen; unter deutscher Besatzung im Zweiten Weltkrieg wurde sie wieder geöffnet. In den 1990er Jahren wurden Personen- und Güterverkehr eingestellt.